# Алис Фини
Алис Фини (на английски: Alice Feeney) е британска журналистка и писателка на произведения в жанра психологически трилър и криминален роман.

## Биография и творчество
Алис Фини е родена и израства във Великобритания. От ранна възраст е страстна читателка и мечтае да бъде писателка.
Работи за Би Би Си в продължение на 16 години като репортер, редактор на новини, и продуцент на развлекателни предавания. Продуцент е на обедната информационна програма „BBC News at One“. Живяла е в Лондон и Сидни.
Докато работи като журналист, в свободното си време опитва да пише, но получава множество откази от издателите. На 30 години започва да пише първия си роман. За да се усъвършенства завършва през 2016 г. курса по творческо писане „The Faber Academy“ на издателство „Фабер и Фабер“. Докато го посещава завършва първия си ръкопис.
Първият ѝ роман, трилърът „Sometimes I Lie“ (Понякога лъжа), е издаден през 2017 г. Главната героиня, Амбър Рейнолдс, която след инцидент е в будна кома в болница, не може да комуникира, но чува всички около себе си, не помни какво ѝ се е случило, но подозира, че съпругът ѝ е замесен. Съзнанието ѝ се лута между минало и настояще опитвайки се да разбере кое е лъжа и кое е истина. Книгата става бестселър в списъка на „Ню Йорк Таймс“ и я прави известна. Екранизира се от Уорнър Брос Пикчърс в телевизионен минисериал с участието на Сара Мишел Гелар.
Психологическият ѝ трилър „His & Hers“ (Неговите и нейните) е издаден през 2020 г. Една жена е убита в типично британското село Блекдаун. Детектив Джак Харпър подозира говорителката Анна Андрюс, но сам става заподозрян в собственото си разследване. В плетеницата от лъжи и опасни тайни той трябва да открие истината. Книгата се адаптира във филм от „Freckle Films“ на Джесика Частейн.
През 2021 г. е издаден трилърът ѝ „Камък, ножица, хартия“. Отношенията между съпрузите Адам и Амелия Райт не са добри. Той е успешен сценарист, но не може да разпознае чертите на никого – нито на приятели и семейство, дори на собствената си съпруга. Печелейки награда, уикенд в Шотландия, те се отправят на почивка. Но романтичното им пътуване придобива тъмен обрат, появяват се затаени лъжи, някой не иска да заживеят щастливо, а истината е далеч по-опасна. По романа също се работи за телевизионен сериал за Netflix.
Алис Фини живее със семейството си стара викторианска къща, пълна с книги, в Девън.

## Произведения

### Самостоятелни романи
- Sometimes I Lie (2017)[2]
Понякога лъжа, изд. „Сиела“ (2017), прев.: Мариана Христова
- I Know Who You Are (2019)[3]
- His & Hers (2020)[5]
- Rock Paper Scissors (2021)
Камък, ножица, хартия, изд.: „Сиела“, София (2021), прев. Мариана Христова
- Daisy Darker (2022)
Дейзи Даркър, изд.: „Сиела“, София (2023), прев. Мариана Христова

### Екранизации
- Sometimes I Lie